# Club Almagro
Club Almagro is een Argentijnse voetbalclub uit de hoofdstad Buenos Aires.
De club werd opgericht in Almagro, een wijk van Buenos Aires in 1911 en heeft hier nog steeds sportfaciliteiten voor zijn leden, maar het voetbalstadion ligt in José Ingenieros in Groot-Buenos Aires. De club is meestal actief geweest in de tweede klasse.

## Bekende (oud-)spelers
- Raimundo Orsi